# Stazione di Aoi
La stazione di Aoi (青井駅?, Aoi-eki) è una stazione ferroviaria sotterranea situata nel distretto di Adachi, a Tokyo, in Giappone ed è servita dalla linea Tsukuba Express.

## Linee
MIRC
● Tsukuba Express

## Struttura
La stazione, inaugurata nel 2005, è in sotterranea e costituita da due binari serviti da due marciapiedi laterali con porte di banchina installate a protezione.
| 1 | ● Tsukuba Express | per Nagareyama-Ōtakanomori, Moriya e Tsukuba |
| 2 | ● Tsukuba Express | per Kita-Senju e Akihabara                   |

## Stazioni adiacenti
| «                                                     | Servizio        | »               |
| Tsukuba Express                                       | Tsukuba Express | Tsukuba Express |
| ----------------------------------------------------- | --------------- | --------------- |
| Kita-Senju                                            | Locale          | Rokuchō         |
| Il r. sezionale, r. pendolari e il Rapido non fermano |                 |                 |